# Tonic Immobility
Tonic Immobility è il quinto album in studio del supergruppo musicale alternative metal statunitense Tomahawk, pubblicato il 26 marzo 2021 dalla Ipecac Recordings. 

## Descrizione

### L'album
L'album è uscito dopo otto anni dal precedente Oddfellows e dopo sette anni dal precedente singolo M.E.A.T., venne registrato agli L429 Studios in Nashville, Tennessee, ed agli Vulcan Studios in San Francisco, California.
La maggior parte degli arrangiamenti su questo album furono registrati tre anni prima degli effettivi testi, per via degli impegni di Mike Patton con gli altri suoi gruppi, tra i quali i Mr. Bungle, con i quali aveva pubblicato l'album The Raging Wrath of the Easter Bunny Demo cinque mesi prima. Mike Patton, infatti, credette che pubblicare un album strumentale con gli arrangiamenti presenti avrebbe funzionato, in quanto trovò un tema evocativo in ciascuno dei brani prima di averne composto i testi.
Il chitarrista Duane Denison definì le sonorità come una specie di "rock cinematico", affermando che la maggior parte del gruppo – con membri che hanno effettivamente lavorato molto sulla produzione di colonne sonore – beneficia da una passione per le musiche cinematografiche. Per esempio, il titolo del brano Doomsday Fatigue venne strettamente ispirato ai film western ed al film Mezzogiorno di fuoco. Lo stesso chitarrista spiegò che la maggior parte dei brani presenti su questo disco si ispirarono agli eventi contemporanei di quell'anno (principalmente la Pandemia di COVID-19).
Mike Patton dichiarò che il brano Eureka faceva riferimento alla sua città nativa (Eureka, California), mentre che il brano Doomsday Fatigue venne ispirato dalla esperienza di doomscrolling che esso ebbe durante la pandemia.

### L'uscita
Tonic Immobility venne pubblicato dalla Ipecac Recordings il 26 marzo 2021 su CD, digitale, e su vari LP in edizione limitata. L'uscita dell'album venne anticipata dal singolo Business Casual pubblicato il 21 gennaio 2021, e da un secondo singolo chiamato Dog Eat Dog, che venne accompagnato da un video musicale prodotto da Eric Livingston.

## Tracce
Testi di Mike Patton, musiche di John Stanier, Trevor Dunn, Duane Denison.
1. SHHH! – 3:14
2. Valentine Shine – 3:01
3. Predators and Scavengers – 2:57
4. Doomsday Fatigue – 3:29
5. Business Casual – 3:29
6. Tattoo Zero – 3:18
7. Fatback – 3:14
8. Howlie – 4:08
9. Eureka – 2:03
10. Sidewinder – 3:54
11. Recoil – 3:27
12. Dog Eat Dog – 3:05

Durata totale: 39:19

## Formazione
- Mike Patton – voce
- Trevor Dunn – basso elettrico
- Duane Denison – chitarra elettrica, tastiere
- John Stanier – batteria

## Classifiche
| Classifica (2021)          | Posizione massima |
| -------------------------- | ----------------- |
| Regno Unito                | 1                 |
| Regno Unito (Rock & Metal) | 5                 |
| Australia                  | 18                |
| Svizzera                   | 34                |